# Aleurocybotus occiduus
Aleurocybotus occiduus là một loài côn trùng cánh nửa trong họ Aleyrodidae, phân họ Aleyrodinae.
Aleurocybotus occiduus được Russell miêu tả khoa học đầu tiên năm 1964.